# Grant Museum
O Grant Museum of Zoology and Comparative Anatomy é um museu de história natural que faz parte da University College London, localizado em Londres, na Inglaterra. Foi criado por Robert Edmond Grant em 1828 como uma coleção de ensino de espécimes zoológicos e material para dissecação. Ao morrer, Grant deixou sua própria coleção para o museu. A coleção contém cerca de 67 000 espécimes zoológicos, vários dos quais são muito raros, como restos de dodôs.
Em 1875, Edwin Ray Lankester adicionou à coleção do museu. Os últimos curadores incluem W. F. R. Weldon (1860-1906), Edward Alfred Minchin, um embriologista chamado J. P. Hill e um paleontólogo chamado D. M. S. Watson. Depois de 1948, o museu estava sob os cuidados de curadores profissionais.
A coleção contém cerca de 67.000 espécimes zoológicos, muitos dos quais são muito raros e vários dos quais foram redescobertos apenas recentemente em armazenamento. A coleção contém espécimes de uma série de antigas coleções universitárias, incluindo espécimes do Imperial College London e da Queen Mary University de Londres, além do material do London Zoo e várias coleções de anatomia comparada do hospital de Londres. 

Em 2011, o museu passou de seu local anterior no Edifício Darwin no campus da UCL para novos lugares no Thomas Lewis Room no Rockefeller Building, anteriormente a UCL Medical School library. 